# 146 Pułk Piechoty (II RP)
146 Pułk Piechoty (146 pp) – rezerwowy oddział piechoty Wojska Polskiego.

## Historia pułku
146 pułk piechoty nie występował w organizacji pokojowej Wojska Polskiego. Był rezerwową jednostką piechoty mobilizowaną na podstawie planu „W” na terenie Okręgu Korpusu Nr IV, w II rzucie mobilizacji powszechnej. Pułk był organiczną jednostką 44 Dywizji Piechoty Rezerwowej. Zgodnie z planem „W” mobilizacja II rzutu, w tym gros 44 DP rez. miała się rozpocząć siódmego dnia mobilizacji powszechnej („dzień X”). 146 pułk piechoty rezerwowy mobilizowany był przez:   
- 28 pp w Łodzi – dowództwo pułku, pododdziały pułkowe (kompanie: zwiadowcza, ppanc. typ II, gospodarcza, plutony: pionierów, pgaz., łączności), w terminie X+3,  
- 25 pp w Piotrkowie – batalion I/146 pp w terminie X+3,  
- kadrę zapasową piechoty Piotrków – bataliony II/146 pp i III/146 pp oba w terminie X+3.  

## Działania bojowe

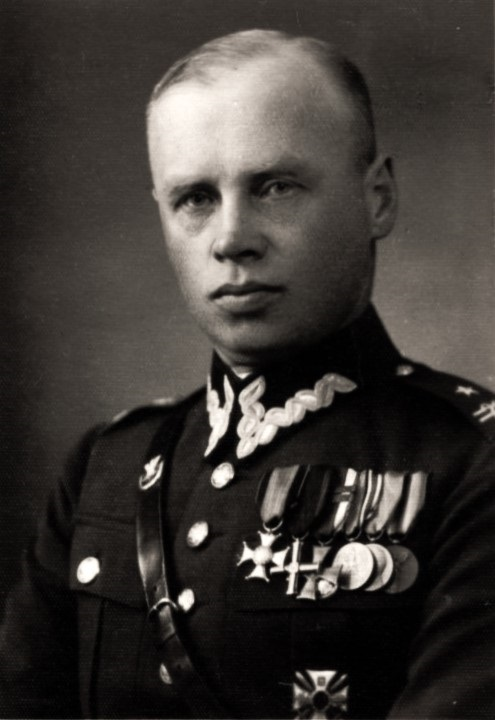
Ppłk Jan Topczewski

Z uwagi na zagrożenie rejonu mobilizacji przez wyłom w obronie Armii „Łódź” i „Armii „Kraków”” przez niemieckie formacje pancerne, został przyspieszony termin mobilizacji jednostek 44 DP rez. z uwagi, na to od 3 września mobilizacja pułku została radykalnie przyspieszona. Ze względu na to, że nominalny dowódca 146 pp rez. ppłk J. Topczewski znajdował się jeszcze w Łodzi, dowództwo nad mobilizującymi się batalionami piechoty w Piotrkowie objął tymczasowo dowódca OZN 27 pp ppłk A. Pollak. Otrzymał on 3 września rozkaz obrony Piotrkowa siłami 146 pp rez. do czasu nadejścia 19 DP z Armii Odwodowej. Od 1 września koszary w miasto Piotrków były atakowane przez lotnictwo niemieckie. 4 września ppłk Pollak otrzymał rozkaz udania się z II i III batalionami pułku do rejonu koncentracji macierzystej 44 DP w lasach nadleśnictwa Brzeziny. 6 września ppłk Pollak dotarł do rejonu Tuszyna z II i III batalionami, w których były ubytki marszowe. I batalion wraz z 86 pp 19 DP 5 września bronił rejonu Piotrkowa. Zajmował on stanowiska w rejonie Witowa i cegielni w Piotrkowie ubezpieczając południowe skrzydło 86 pp.  
Podczas kampanii wrześniowej 15 września, dowódca Armii „Łódź” gen. Wiktor Thommée, który kierował obroną Twierdzy Modlin, skierował do Palmir – do tamtejszej składnicy amunicji – resztki 146 pułku (ok. 600 ludzi) wzmocnione kompanią z 13 pułku piechoty i 2 baterią 71 dywizjonu artylerii lekkiej oraz mniejszymi oddziałami. Po drodze ppłk Jan Topczewski przyłączył do tych sił napotkane oddziały z kadry Centrum Wyszkolenia Kawalerii i Centrum Wyszkolenia Artylerii.
Tak skompletowana załoga składnicy tworzyła „Grupę Palmiry” pod dowództwem płk. Juliana Skokowskiego, b. dowódcy piechoty dywizyjnej 25 Dywizji Piechoty.
Walka o składnicę zakończyła się niepowodzeniem. Podczas odwrotu, w bitwie pod Łomiankami, zginęli m.in. gen. M. Bołtuć, mjr J. Juniewicz, rtm. W. Zachoszcz. Ostatecznie na czele zdziesiątkowanych oddziałów stanął ppłk J. Topczewski, któremu udało się przebić z nimi do Warszawy.
Walki te zostały upamiętnione na Grobie Nieznanego Żołnierza w Warszawie napisem „PUSZCZA KAMPINOSKA 18 – 22 IX 1939".
Uznawany dotychczas przez część składających relacje o walkach w rejonie Rozprzy i Piotrkowa oraz piszących na ich podstawie opracowania, iż batalion kpt. Eustachiusza Marszałka był I batalionem 146 pp jest błędna. Błąd ten powielano przez wiele ubiegłych lat. Batalion ten został utworzony jako batalion improwizowany z nadwyżek mobilizacyjnych 74 Górnośląskiego pułku piechoty w Przygłowie koło Piotrkowa. Następnie został uzbrojony i doposażony w Ośrodku Zapasowym 7 DP w Piotrkowie w dniach 2–3 września 1939 roku. Skierowany do walki o miejscowość Rozprza  w dniu 3 września 1939 roku. Zostanie opisany w artykule dot. 74 pp. 

## Organizacja i obsada personalna
Organizacja wojenna i obsada personalna pułku we wrześniu 1939 roku. W nawiasie podano nazwę jednostki mobilizującej.
Dowództwo 146 pp (28 pp)
- dowódca pułku – ppłk Artur Pollak (pokojowy zastępca dowódcy 27 pp) (do 6 IX 1939[8] )
- dowódca pułku – ppłk piech. Jan Topczewski[9][10]
- I adiutant – kpt. Stefan Michał Borkowski[11]
- II adiutant – por. piech. Jan Juszkiewicz[11]
- kwatermistrz – kpt. Bolesław Antoń[11]

I batalion (25 pp)
- dowódca batalionu – mjr piech. Walerian Tumanowicz[12]
- dowódca 1 kompanii strzeleckiej – ppor. piech. Józef Kotlewski[12]
- dowódca 2 kompanii strzeleckiej – ppor. piech. Anastazy Łukjaniec[12]
  - dowódca plutonu – ppor. piech. Józef Stanisławski[13]
- dowódca 3 kompanii strzeleckiej – ppor. Kowalewski[14]

II batalion (kadra zapasowa piechoty Piotrków)
- dowódca batalionu – kpt. Jan Ogórkiewicz

III batalion (kadra zapasowa piechoty Piotrków)
- dowódca batalionu – mjr piech. Stanisław I Solecki

Pododdziały specjalne (28 pp)
- dowódca kompanii zwiadowczej – por. Józef Konstanty Tys[11]
- dowódca plutonu łączności – por. Piotr Stefan Alfons Wojcieszewski[11]